# Las Chapas (Argentine)
Pour les articles homonymes, voir Las Chapas.
Las Chapas est un paraje argentin située dans le département de Gaiman, dans la province de Chubut.

## Toponymie
Le nom de la localité (et de la gare) a été donné d'après une piste de bowling qui existait dans la région et qui était faite de feuilles de zinc. Ce bowling appartenait à un Allemand du nom de Maurell et était utilisé par les tropeiros qui se rendaient dans le massif montagneux.

## Géographie
L'origine de cette localité est donnée par la gare ferroviaire homonyme, inaugurée en 1920. Elle est située sur la route nationale 25, à l'intersection avec la route provinciale 31, à 43°36'29" de latitude sud et 66°32'10" de longitude ouest, près du barrage Florentino Ameghino.
Elle se trouve à 225 mètres d'altitude. À proximité, on extrayait du kaolin et du calcaire des mines voisines,. Le chemin de fer a cessé ses activités en 1961. La localité n'a pas de population depuis 1991, mais elle est considérée comme une population rurale dispersée.